# Marcy-Lachassagne
Pour les articles homonymes, voir Lachassagne.
Ancienne commune du Rhône, la commune de Marcy-Lachassagne a existé de 1809 à 1842. Elle a été créée en 1809 par la fusion des communes de Lachassagne, Marcy-sur-Ance et Saint-Cyprien-sur-Ance. En 1842 elle a été supprimée. La commune de Marcy-sur-Ance a été rétablie sous le nom de Marcy, sur le reste du territoire a été créée la nouvelle commune de Lachassagne-Saint-Cyprien, renommée plus tard en Lachassagne.